# 399
سنة 399 م (بالأرقام الرومانية: CCCXCIX) كانت سنة بسيطة تبدأ يوم السبت (الرابط يظهر نموذج الجدول الزمني الكامل للسنة) من التقويم اليولياني. بدأت تسمية السنة ب399 منذ العصور الوسطى المبكرة، عندما أصبح تقويم أنو دوميني هو الأسلوب السائد في أوروبا لتسمية السنوات.

## مواليد
- بلخريا

## وفيات
- إفاغريوس البنطي
- بهرام الرابع
- سيرغيوس
- فابيولا